# Middlefield (Nueva York)
Middlefield es un pueblo ubicado en el condado de Otsego en el estado estadounidense de Nueva York. En el año 2000 tenía una población de 2,249 habitantes y una densidad poblacional de 13.5 personas por km².

## Geografía
Middlefield se encuentra ubicado en las coordenadas 42°41′18″N 74°52′27″O / 42.68833, -74.87417.

## Demografía
Según la Oficina del Censo en 2000 los ingresos medios por hogar en la localidad eran de $39,625 y los ingresos medios por familia eran $43,750. Los hombres tenían unos ingresos medios de $34,583 frente a los $25,795 para las mujeres. La renta per cápita para la localidad era de $21,076. Alrededor del 7% de la población estaban por debajo del umbral de pobreza.